# 2,5-hexaandiol
2,5-hexaandiol is een organische verbinding met als brutoformule C6H14O2. Het is een kleurloze vloeistof. De stof is een bekend giftig metaboliet van n-hexaan.

## Toxicologie en veiligheid
De stof reageert hevig met oxiderende stoffen met kans op brand en ontploffing. De damp vermengt zich goed met lucht, waardoor snel en gemakkelijk ontplofbare mengsels worden gevormd.
De stof is irriterend voor de ogen. 2,5-hexaandiol kan effecten hebben op het immuunsysteem, met als gevolg afwijkingen van de thymus, milt en bijnieren.